# 2006년 3월
| 2006년: 1월 · 2월 · 3월 · 4월 · 5월 · 6월 · 7월 · 8월 · 9월 · 10월 · 11월 · 12월 |

| <          | 2006년 3월 | 2006년 3월 | 2006년 3월  | 2006년 3월 | 2006년 3월 | >          |
| 일         | 월         | 화         | 수          | 목         | 금         | 토         |
|            |            |            | 1 2.2 기축  | 2 3 경인   | 3 4 신묘   | 4 5 임진   |
| 5 6 계사   | 6 7 갑오   | 7 8 을미   | 8 9 병신    | 9 10 정유  | 10 11 무술 | 11 12 기해 |
| 12 13 경자 | 13 14 신축 | 14 15 임인 | 15 16 계묘  | 16 17 갑진 | 17 18 을사 | 18 19 병오 |
| 19 20 정미 | 20 21 무신 | 21 22 기유 | 22 23 경술  | 23 24 신해 | 24 25 임자 | 25 26 계축 |
| 26 27 갑인 | 27 28 을묘 | 28 29 병진 | 29 3.1 정사 | 30 2 무오  | 31 3 기미  |            |

| - 3월 11일 - 김형곤 편집하기 |

## 2006년3월 25일
- 다음달 2일 총선을 앞두고 타이 수도 방콕에서 탁신 친나왓 총리의 사임을 요구하는 100만 명 이상이 참여한 대규모 시위가 벌어졌다.

## 2006년3월 24일
- 노무현 대통령은 이해찬 전총리 후임으로 열린우리당 한명숙 의원을 지명했다.
- 정진석 추기경이 바티칸에서 열린 서임 예식에서 한국인으로는 두 번째로 가톨릭교회 추기경에 공식 임명됐다.

## 2006년3월 23일
- 노무현 대통령과 국민과의 인터넷대화 행사가 포털사이트 다음, 야후! 코리아, 네이트, 엠파스, 파란 등과 공동으로 온라인에서 진행되고 중계되었다.

## 2006년3월 22일
- 인도 콜카타 동물원에서 약 250살된 초대형 거북이 죽었다. 동물원은 "우리 기록으로는 1천750년 생이지만 1천705년이란 주장도 있어 탄소연대측정법을 통해 실제 나이를 확인할 것"이라고 설명했다.

## 2006년3월 21일
- 대한민국 정부는 청와대에서 노무현 대통령 주재로 국무회의를 개최, 전두환 노태우 전 대통령 등 12·12 군사 반란과 5·18 광주 민주화 운동 진압관련자 61명을 포함한 170여명에 대한 서훈 취소안을 의결했다.
- 월드 베이스볼 클래식 결승전 경기 결과 :
  - 일본 10 : 6 쿠바
    - 일본이 우승했다.

## 2006년3월 20일
- 서울대는 줄기세포 논문조작 사건에 연루된 황우석 수의대 교수를 파면하고 나머지 소속 교수 6명에 대해 정직.감봉 조치를 내린다고 밝혔다.
- 허준영 전 경찰청장이 한 언론과의 인터뷰에서 "작년 여의도 농민 시위와 관련하여 〈이런 일로 경찰청장이 물러나는 것은 소가 웃을 일〉 이라고 언급"한 데 대해 전국농민회총연맹이 강력히 반발하였다.
- 벨로루시의 대통령 선거 과정과 결과에 대해 “선거 결과를 인정할 수 없다. 민주주의가 실종됐다”라고 미국 백악관이 논평을 낸 것에 대해 러시아 외무부는 “누구도 민주주의가 무엇인가를 해석할 수 있는 권리를 독점하지는 못한다”며 맞대응 논평을 발표했다.

## 2006년3월 19일
- 벨로루시의 알렉산더 루카셴코 대통령이 82.6%의 압도적 득표율로 3선에 성공했다.
- 월드 베이스볼 클래식 준결승(4강전) 경기 결과 :
  - 쿠바 3 : 1 도미니카 공화국
  - 일본 6 : 0 대한민국
    - 쿠바와 일본이 결승에 진출했다.

## 2006년3월 18일
- 프랑스에서 정부에서 추진 중인 청년 실업 정책인 최초고용계약(CPE) 제도의 취소를 요구하며 전국적으로 수십만 명의 학생, 노조원, 사회당과 공산당등 야당 당원들이 연대시위를 벌였다.
- 팔레스타인 하마스의 이스마일 하니야 총리 내정자는 핵심 각료 자리에 하마스 내부 인사들을 내정하는 등 팔레스타인 자치 정부 내각 구성을 완료하였다. 한편 마흐무드 아바스 수반이 이끄는 파타는 하마스와의 연립 정부 구성을 거부하였다.

## 2006년3월 17일
- 월드 베이스볼 클래식 제2라운드(8강전) 경기 결과 :
  - 멕시코 2 : 1 미국
    - 일본이 준결승에 진출했다.

## 2006년3월 16일
- 대법원 전원합의체(13명)는 환경단체와 전북지역 주민 등이 농림부 등을 상대로 낸 새만금 사업 계획 취소 청구소송에서 원고패소 판결한 원심을 확정하였다.
- 동아일보 직원들이 자사 여기자를 강제추행한 혐의로 최연희 의원을 검찰에 고발했다.
- 월드 베이스볼 클래식 제2라운드(8강전) 경기 결과 :
  - 대한민국 2 : 1 일본
  - 쿠바 4 : 3 푸에르토리코
    - 대한민국, 쿠바, 도미니카 공화국이 준결승에 진출했다.

## 2006년3월 15일
- 경기 평택시 팽성읍 대추리 일대 미군기지확장 예정지역을 둘러싼 논란이 되고 있는 가운데 국방부가 영농 차단작업을 강행하자 농민들이 이를 저지하면서 양측의 충돌사태가 발생했다.
- 위안부 문제 해결을 촉구하는 수요시위가 700회를 맞이하였다.
- 팔레스타인 무장세력에 납치되었던 KBS의 용태영 두바이 주재 특파원이 석방되었다.
- 유엔은 177개 회원국이 참석한 가운데 총회를 열어 압도적 찬성으로 기존 인권 위원회를 인권 이사회로 승격하는 것을 내용으로 하는 안을 통과시켰다.
- 한나라당 이계진 대변인이 15일 월드 베이스볼 클래식에서 대한민국이 미국전에서 대승을 한것에 대해 “한국 야구가 매우 중대한 외교적 사태를 유발했다”는 내용의 논평을 내놔 논란이 일었다.
- YTN방송은 이명박 서울시장이 서울 남산 실태 테니스장의 독점적 이용을 위해, 주말마다 일반시민의 접근이 제한됐던 것으로 드러났다고 보도하고 독점 이용료 정산 과정에서 이 시장이 2천만 원에 이르는 이용료 가운데 600만 원만 냈다는 의혹도 제기했다.
- 이라크 전쟁 : 미군이 바그다드 북쪽으로 100 km가량 떨어진 이샤카의 한 가정을 공습하고 집에서 자고 있던 11명의 이라크인을 사살해 이라크 경찰이 미군을 고발했다.
- 월드 베이스볼 클래식 제2라운드(8강전) 경기 결과 :
  - 일본 6 : 1 멕시코
  - 도미니카 공화국 2 : 1 베네수엘라

## 2006년3월 14일
- 노무현 대통령은 골프 파문으로 물의를 빚은 이해찬 총리의 사의를 전격 수용했다.
- 이스라엘 군의 교도소 공격에 따른 대응조치로, KBS 용태영 두바이 주재 특파원 등 외국인 7명이 팔레스타인 무장세력에 의해 납치된 것으로 알려졌다.
- 제3회 한국대중음악상 시상식이 열렸고 "올해의 앨범"에 신인밴드 "두 번째달"의 앨범 <두 번째달>이 선정되었다.
- 월드 베이스볼 클래식 제2라운드(8강전) 경기 결과 :
  - 대한민국 7 : 3 미국
  - 도미니카 공화국 7 : 3 쿠바
  - 베네수엘라 6 : 0 푸에르토리코

## 2006년3월 13일
- 월드 베이스볼 클래식 제2라운드(8강전) 경기 결과 :
  - 대한민국 2 : 1 멕시코
  - 미국 4 : 3 일본
  - 쿠바 7 : 2 베네수엘라
  - 푸에르토리코 7 : 1 도미니카 공화국

## 2006년3월 12일
- 토니 블레어 영국 총리의 부인 셰리 블레어가 미국 플로리다주 팜비치의 부유층 사교클럽에 초대되어 40분 강연에 3만 파운드(한화 5천만 원)을 받아 지난해에 이어 올해도 돈벌이 강연여행을 다니고 있다는 비난을 받고 있다.

새 국기

옛 국기

- 이라크 바그다드의 시아파 빈민가인 사드르시티의 시장에서 6건의 연쇄 자살폭탄차량 공격으로 46명이 숨지고 204명이 다쳤다.
- 베네수엘라는 왼쪽 상단에 국가 문장에 들어 있는 "왼쪽으로 달리는 말"을 추가하고, 중앙의 7개의 별 대신에 8개의 별을 그려 넣은 새로운 국기를 공개했다.
- 인천 장수동 개지옥 사건 :
  - MBC 시사매거진 2580은 인천 장수동 개사육장에서 해당 구청과 사육장 주인이 보상금을 놓고 분쟁을 벌이는 사이 방치되어 굶주림 속에 병들고 죽어가는 개들의 참혹한 실태를 고발했다.

## 2006년3월 11일
- 개그맨 김형곤이 11일 오전 갑작스럽게 세상을 떠났다.
- 미국 의회가 이번 주부터 시작되는 이명박 서울시장의 방미에 맞춰 오는 16일을 ‘이명박의 날’로 선포할 예정인 것으로 알려져 주목된다.
- 슬로보단 밀로셰비치 전 유고슬라비아 대통령이 프라하의 감방에서 숨진 채 발견되었다.
- 미첼레 바첼레트가 칠레의 첫 여성 대통령으로 공식 취임했다.
- 추종자들로부터 석가모니의 화신으로 믿어졌던 10대 소년 람 바하두르 밤존이 10개월 이상을 단식 수행하던 보리수 나무 밑에서 사라졌다. (CNN)[깨진 링크(과거 내용 찾기)]

## 2006년3월 10일
- 2005년 8월 12일에 발사된 화성탐사선, MRO호가 가장 까다롭고 위험한 감속단계를 마치고 궤도진입에 성공했다고 미국 항공우주국 NASA가 밝혔다.

## 2006년3월 8일
- 133개 학술,시민단체로 이뤄진 <강정구 교수 탄압 반대 공동대책위원회>는 일주일에 한 차례씩 동국대 본관 앞에서 천막강의를 열기로 결의함에 따라 <한국사회 냉전 성역 허물기>라는 주제로 강정구 교수가 첫 강연을 했다.
- SK커뮤니케이션즈와 온네트가 전문 블로그사이트 이글루스에 대한 조건부 영업양수도 계약을 체결했다.
- 미국 하원의 세출위원회는 미국내의 주요 6개 항만 운영권을 두바이 포트 월드에 양도하는 것을 내용으로 하는 조지 W. 부시 대통령의 계획을 봉쇄하는 법안을 통과시켰다.

## 2006년3월 6일
- 대한민국 국방부는 용산의 주한미군 기지의 확장 이전 예정지인 경기도 평택시 팽성읍 대추리의 주민들에 대한 강제 퇴거 집행을 시도했다. 현재 대추리에는 평택의 미군기지 이전에 반대하는 주민들과 시민 단체 운동가 등이 모여 공사를 막기 위한 시위를 벌이고 있다.

## 2006년3월 5일
- 이해찬 국무총리는 삼일절에 골프를 치며 정치적인 비리를 일으켰다는 의혹에 대해 대국민 사과를 발표했다. 또 노무현 대통령에게 총리직 사의를 표명한 것으로 알려졌다.
- 월드 베이스볼 클래식에서 대한민국이 일본을 3:2로 누르고 1라운드 조 1위로 제2라운드(8강)에 진출했다.
- 중국의 입법기관인 제10기 전국인민대표대회(전인대) 제4차 회의가 3월 14일까지의 일정으로 베이징 인민대회당에서 개최되었다.
- 영화 왕의 남자가 관객 1천180만여 명을 동원하여 역대 한국 영화 중 최고 흥행 기록을 달성했다고 영화 배급사 "시네마서비스"가 밝혔다.

## 2006년3월 4일
- 한국철도공사 노동조합이 사흘만에 파업을 철회하고 업무에 복귀했다.

## 2006년3월 2일
- 노무현 대통령은 신임 행정자치부장관에 이용섭, 문화관광부장관에 김명곤, 정보통신부장관에 노준형, 해양수산부장관에 김성진을 내정하여 발표했다.

## 2006년3월 1일
- 한나라당 정의화 의원은 여기자 성추행 파문을 일으킨 최연희 전 사무총장에 대해 "급성알콜중독증과 당무로 인한 스트레스 및 과도한 흡연 등으로 정신적·육체적으로 무척 피곤한 상태에 저질러진 우발적 사건"일 가능성을 거듭 제기하면서 사건조사를 제안하였고 최연희 의원에 대한 "정상참작"을 호소했다.
- 뉴욕타임즈와 CBS TV가 공동으로 조사한 여론조사에서 조지 W. 부시 미국 대통령의 직무 수행 지지도가 집권 이후 최저인 34%로 나타났다.
- 민족문제연구소와 국립묘지령 개정 및 반민족행위자 김창룡 묘 이장 추진 시민연대 회원들이 대전국립묘지 정문에서 집회를 갖고 "장군묘역에 안장된 친일파 김창룡의 묘를 당장 이장하라"고 촉구했다.
- 고이즈미 일본 총리는 노무현 대통령이 3.1절 기념사에서 "일본이 보통국가', 나아가서는 세계의 지도적인 국가가 되려고 한다면 법을 바꾸고 군비를 강화할 것이 아니라, 먼저 인류의 양심과 도리에 맞게 행동하여 국제사회의 신뢰를 확보해야 할 것"이라고 비판한 것에 대해 "2차대전후 60년 동안 일본이 걸어온 길을 잘 보고 앞으로도 한.일우호를 위해 노력해 주기 바란다"라고 반박했다.
- 한국철도공사 노동조합이 파업에 돌입했다.
- 마이크로소프트(MicroSoft)는 6개월 이내에 미.영 시장에서 구글보다 우수한 검색엔진을 도입할 예정이라고 닐 할로웨이 MS 유럽.중동.아프리카담당 사장이 밝혔다.